# Требунская, Анна
А́нна Оле́говна Требу́нская  (англ. Anna Olegovna Trebunskaya; 28 декабря 1980, Челябинск, РСФСР, СССР) — советская, российская и американская танцовщица.

## Биография
Анна Олеговна Требунская родилась 28 декабря 1980 года в Челябинске (РСФСР, СССР) в семье танцоров и владельцев танцевальной студии Олега и Ирины Требунских. Анна начала заниматься танцами в 6-летнем возрасте. В 17-летнем возрасте Требунская эмигрировала в США вместе со своими родителями и в настоящее время она проживает в Лос-Анджелесе (штат Калифорния).

## Карьера
По приезде в США Анна продолжила свою танцевальную карьеру. Требунская наиболее известна как участница 2, 5—6 и 9—15 сезонов танцевального телешоу «Dancing with the Stars», начиная с 2006 года; она заняла 2-е места во 2-м и 10-м сезонах шоу с Джерри Райсом и Эваном Лайсачеком, соответственно.

## Личная жизнь
В 2003—2013 годы Анна была замужем за танцором Джонатаном Робертсом.
В настоящее время Анна состоит в фактическом браке с актёром Невином Милланом. У пары есть двое детей — дочь Амалия Миллан (род. 18.01.2014) и сын Каспиан Миллан (род. 02.09.2017).